# Creon cleobis
Creon cleobis är en fjärilsart som beskrevs av Jean Baptiste Godart 1823. Creon cleobis ingår i släktet Creon och familjen juvelvingar. Inga underarter finns listade i Catalogue of Life.

## Bildgalleri

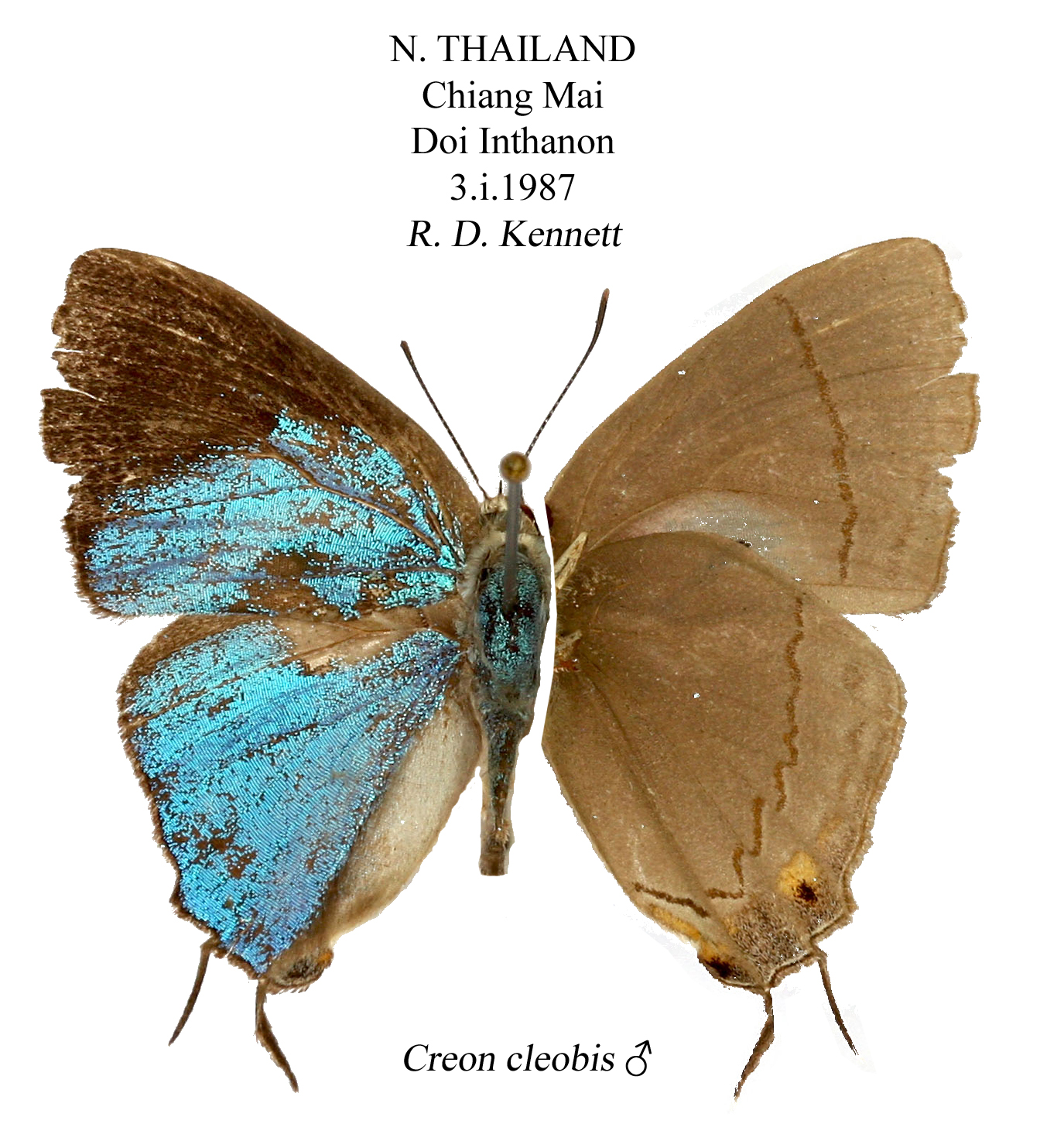
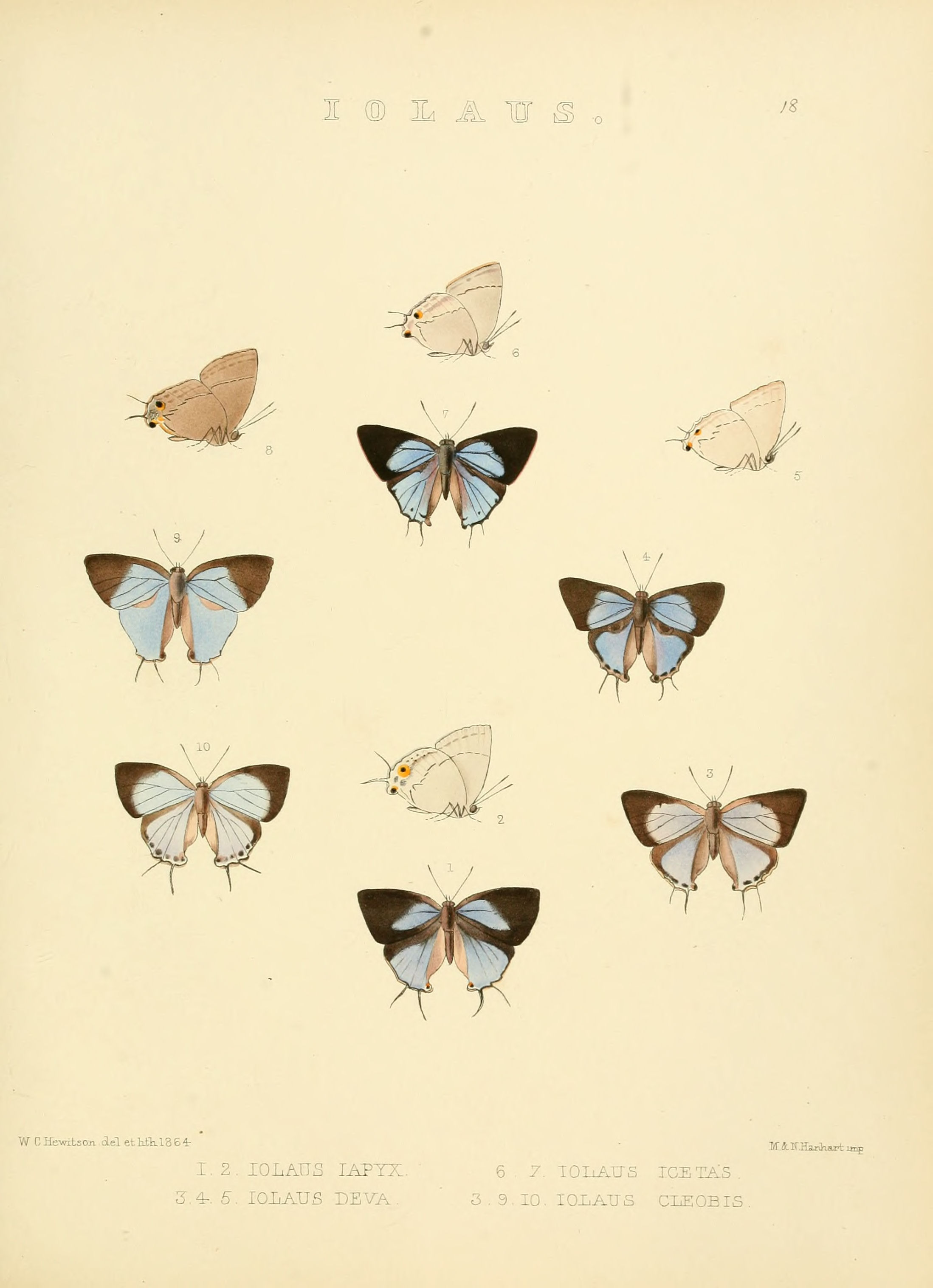